# Rhona Mitra
Rhona Natasha Mitra (Londra, 9 agosto 1976) è un'attrice, modella e cantante britannica.

## Biografia
Rhona Natasha Mitra nasce a Paddington, un distretto di Westminster (Borough di Londra), il 9 agosto 1976, figlia di Anthony Mitra, un chirurgo estetico britannico, figlio di un immigrato indiano, e da Nora Downey, una casalinga irlandese. Ha un fratello maggiore, Jason, e uno minore, Guyan. Dopo il divorzio dei suoi genitori (avvenuto quando aveva 8 anni) Rhona va in collegio dove inizia ad avvicinarsi al mondo dello spettacolo interpretando vari ruoli teatrali.
Nel 1997 viene scelta come modella per dare le sembianze a Lara Croft, divenendo così la seconda ragazza, dopo Nathalie Cook, a prestare il proprio volto all'eroina della serie videoludica Tomb Raider. Prestando sempre voce a Lara Croft incide i due album Come Alive (1998) e Female Icon (1999), entrambi prodotti da Dave Stewart. Apparsa su una copertina della rivista Playboy, ha recitato nel 2005 nella terza stagione della serie Nip/Tuck nei panni dell'ispettore di polizia Kit McGraw.
Nel 2006 ha ottenuto una candidatura agli Screen Actors Guild Awards 2006 per la partecipazione alla serie Boston Legal. Nel 2012 e nel 2013 ha preso parte a due stagioni della serie televisiva Strike Back. Nel 2014 e nel 2015 interpreta la dottoressa Rachel Scott nella serie post-apocalittica The Last Ship (2014-2018), prodotta da Michael Bay.

## Filmografia

### Cinema
- Il fantastico mondo di Aladino (A Kid in Aladdin's Palace), regia di Robert L.Levy (1997)
- Il colpo - Analisi di una rapina (Croupier), regia di Mike Hodges (1998)
- Monk Dawson, regia di Tom Waller (1998)
- Beowulf, regia di Graham Baker (1999)
- L'uomo senza ombra (Hollow Man), regia di Paul Verhoeven (2000)
- La vendetta di Carter (Get Carter), regia di Stephen T. Kay (2000)
- Ali G (Ali G Indahouse), regia di Mark Mylod (2002)
- Tutta colpa dell'amore (Sweet Home Alabama), regia di Andy Tennant (2002)
- Highwaymen - I banditi della strada (Highwaymen), regia di Robert Harmon (2003)
- The Life of David Gale, regia di Alan Parker (2003)
- Fratelli per la pelle (Stuck on You), regia di Peter e Bobby Farrelly (2003)
- Skinwalkers - La notte della luna rossa (Skinwalkers), regia di James Isaac (2006)
- Number 23, regia di Joel Schumacher (2007)
- Shooter, regia di Antoine Fuqua (2007)
- Doomsday - Il giorno del giudizio (Doomsday), regia di Neil Marshall (2008)
- Underworld - La ribellione dei Lycans (Underworld: Rise of the Lycans), regia di Patrick Tatopoulos (2009)
- Stolen - Rapiti (Stolen), regia di Anders Anderson (2009)
- Separation City, regia di Paul Middleditch (2009)
- Re-Uniting the Rubins, regia di Yoav Factor (2010)
- The Loft, regia di Erik Van Looy (2014)
- Senza tregua 2 (Hard Target 2), regia di Roel Reiné (2016)
- Game Over, Man!, regia di Kyle Newacheck (2018)
- The Fight, regia di Jessica Hynes (2018)
- Archive, regia di Gavin Rothery (2020)
- Skylines, regia di Liam O'Donnell (2020)
- The Other Me, regia di Giga Agladze (2022)
- Prisoners of Paradise, regia di Mitch Jenkins (2023)
- The Experiment, regia di Chee Keong Cheung (2023)
- Red Sonja, regia di M. J. Bassett (2024)
- Hounds of War, regia di Isaac Florentine (2024)

### Televisione
- Metropolitan Police (The Bill) – serie TV, episodio 12x06 (1996)
- Cinque in famiglia (Party of Five) – serie TV, 12 episodi (1999-2000)
- Gideon's Crossing – serie TV, 20 episodi (2000-2001)
- The Practice - Professione avvocati (The Practice) – serie TV, 21 episodi (2003-2004)
- Spartaco - Il gladiatore (Spartacus), regia di Robert Dornhelm – film TV (2004)
- Boston Legal – serie TV, 19 episodi (2004-2005)
- Nip/Tuck – serie TV, 5 episodi (2005)
- Stargate Universe – serie TV, episodi 1x18-1x19-1x20 (2010)
- The Gates - Dietro il cancello (The Gates) – serie TV, 13 episodi (2010)
- Stato di crisi (Crisis Point), regia di Adrian Wills – film TV (2012)
- Strike Back – serie TV, 14 episodi (2012-2013)
- The Last Ship – serie TV, 23 episodi (2014-2015)
- The Strain – serie TV, 4 episodi (2017)
- Supergirl – serie TV, 4 episodi (2018)

## Discografia come Lara Croft

### Album
- 1998 – Come Alive
- 1999 – Female Icon

### Singoli
- 1997 – Getting Naked

## Doppiatrici italiane
Nelle versioni in italiano delle opere in cui ha recitato, Rhona Mitra è stata doppiata da:
- Eleonora De Angelis in Beowulf, Highwaymen - I banditi della strada, Boston Legal, Underworld - La ribellione dei Lycans, The Loft
- Laura Romano in The Gates - Dietro il cancello, Strike Back, The Last Ship, Hounds of War
- Giuppy Izzo in Ali G, Shooter, Game Over, Man!
- Francesca Fiorentini in Tutta colpa dell'amore, The Life of David Gale, Doomsday - Il giorno del giudizio
- Emanuela Rossi in La vendetta di Carter
- Laura Lenghi in Gideon's Crossing
- Chiara Colizzi in The Practice - Professione avvocati
- Laura Facchin in Nip/Tuck
- Daniela Calò in Number 23
- Sonia Mazza in Stato di crisi
- Benedetta Degli Innocenti in Senza Tregua 2
- Domitilla D'Amico in The Strain
- Claudia Razzi in Supergirl